# Dunkin' Donuts Center
Dunkin' Donuts Center je víceúčelová aréna nacházející se ve Providence ve státě Rhode Island v USA. Otevření proběhlo v roce 1972, modernizace v hodnotě cca 80 milionu USD proběhla v roku 2008. Aréna je domovským stadionem týmu AHL Providence Bruins, který je farmou týmu NHL Boston Bruins. Hostí též tým Providence Friars univerzitní basketbalové ligy NCAA.   V aréně probíhali pravidelně akce World Wrestling Entertainment King of the Ring. 